# Amanita viscidolutea
Amanita viscidolutea é um fungo que pertence ao gênero de cogumelos Amanita na ordem Agaricales. Encontrada no Brasil, a espécie foi descrita cientificamente por Menolli, Capelari e Baseia em 2009.